# عثمان مسعود شریف
عثمان مسعود یا عثمان شریف وکیل و سیاستمدار تانزانیایی است. او در حال حاضر به عنوان معاون اول رئیس جمهور زنگبار فعالیت می کند. عثمان شریف همچنین عضو حزب ای سی تی میهن پرستان است.   